# Машан Лекић
Машан Лекић (Београд, 13. мај 1978) је српски продуцент и аутор популарног документарно-криминалистичког серијала Досије.

## Биографија
Први контакт са телевизијом имао је преко ујака, који је тада радио на радију Студио Б као репортер и тада му се јавља жеља за истим послом. Имао је 13 година када га је ујак пријавио за дечју емисију коју је тада водио Пеђолино. Предложио им је да ураде тинејџерски део емисије који се зове „тинејџерско време”. Из тог тинејџерског сегмента касније је рођена емисија „Тинејџ ТВ” из које су произашла многа новинарска имена, као нпр. Наташа Миљковић, Биљана Радека и др.
У току свог живота, радио је и у полицијској станици. 
Пре Мире је био у браку годину и по дана са Слађом. Из дугогодишњег брака са супругом новинарком Миром Лекић, има ћерку Миу.  Са девојком Кристином Николић 2021. године добио је ћерку Зои.

## Филмографија

### ТВ Емисија
- Досије (2010-тренутно)
- На месту злочина са Машаном (2016-тренутно)
- Иза решетака (2018-тренутно)

### Серија
- Ургентни центар (2014)
- Погрешан човек (2019)

### Филм
- Џејмс Бонд је Србин (2016)